# Kirsten Geisler
Kirsten Geisler (* 1949 in Berlin) ist eine deutsche Medienkünstlerin. Sie lebt in Haarlem und in Berlin.

## Leben
Geisler studierte von 1985 bis 1989 an der „Gerrit Rietveld Academie“ und 1991 bis 1993 zwei Jahre postakademisch an der „Rijksakademie van beeldende kunsten“ in Amsterdam. Sie ist Gründungsmitglied des Grafischen Ateliers in Haarlem sowie von medi@haarlem, dem ersten Niederländischen Institut für Medienkunst in Haarlem, von 1992 bis 2004 auch dessen Vorsitzende.

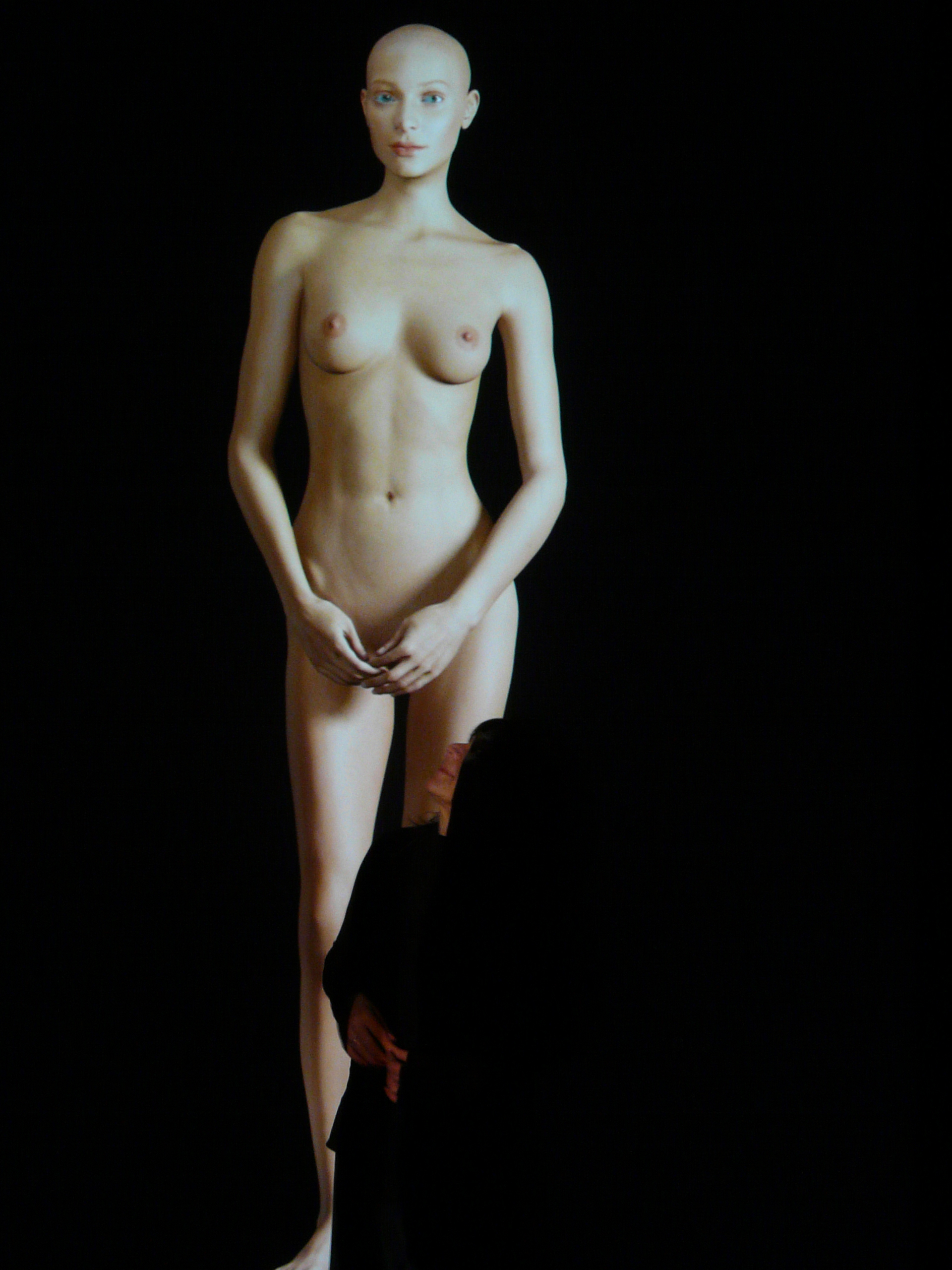
Kirsten Geisler vor Maya Brush

## Werk
Kirsten Geisler beschäftigt sich in ihren Arbeiten mit der Schnittstelle von Materialität und Immaterialität, von realer und virtueller Welt. Sie thematisiert, wie diese Welten zunehmend ineinanderfließen.
Kirsten Geisler entwickelt virtuelle Skulpturen mit Hilfe der 3D- und Virtual-Reality-Technologie. Der Körper, seine Materialität, seine Spuren und seine mediale Präsenz sind die Themen, die ihr Werk prägen und inspirieren.
Ihr Werk umfasst ausschließlich computergenerierte 3D-Skulpturen.
Zu Beginn entstanden Gegenüberstellungen von realen und virtuellen Porträts von Frauen wie „Who are You?“, 1996. Geisler griff damit die gesellschaftspolitische Auseinandersetzung um das Virtuelle und Digitale sowie die Konstruktion von Identität in einer digital vernetzten Welt auf. In den Arbeiten der Serie „Virtual Beauties“, 1992–1996 erweiterte sich das Repertoire der virtuellen 3-D Charaktere um die Interaktion mit dem Betrachter. Die Serie thematisiert die Erscheinungsform weiblicher Schönheitsideale und reflektiert den Schönheitswahn in einer digitalisierten und virtualisierten Gesellschaft. Es folgten Arbeiten mit ganzfigurigen, stereotypen Frauenkörpern, wie Dream of Beauty, 1997–2000, und „Catwalk I“ -„Catwalk II“, 2004. Diese virtuellen Models entstanden ohne photographisches Vorbild. Sie sind die Synthese von Idealbildern einer Frau, wie sie uns durch die Medien vermittelt werden. Sie entsprechen den Idealen der Modeindustrie und plastischen Chirurgie. In „Catwalk II“ bewegt sich die Figur wie ein Model auf dem Laufsteg und präsentiert wie in einem Filmbericht von einer Modenschau.
Die Weiterentwicklung dieser Serie mit der Version Maya Brush 2011, überwindet die Grenzen zwischen realer Welt und virtueller Welt. Als Kunstfigur bewegt sich Maya Brush in beiden Welten: Erstmals verlässt eine virtuelle Skulptur das Museum und die Kunstinstitutionen, wagt den Schritt ins „reale“ Leben, in die mediale Öffentlichkeit und die globalen Kommunikationsnetzwerke.

### Homo Virtualis – Maya Brush
Maya Brush ist eine virtuelle photorealistische Skulptur, die von der Künstlerin Kirsten Geisler von 2008 bis 2011 geschaffen wurde.
Maya Brush besteht aus bits und bytes. Ihr Name ist eine Zusammensetzung verweist auf die Werkzeuge mit denen sie geschaffen wurde, eine Kombination der Software Maya (Software) und dem Programm ZBrush.
Maya Brush ist die erste virtuelle Schönheit -– ein künstlicher Körper -– der sich am menschlichen Schönheitsideal orientiert, ohne jedoch nach einem leiblichen Vorbild kreiert worden zu sein. Als Modell ist sie der Wirklichkeit gewordene Wunschtraum erwünschter medialer Schönheitsvorstellungen. Maya Brush repräsentiert alle globalen Prefab-Girls, die standardisierten und technisch gestalteten Schönheiten, wie sie durch Reklame und Medien propagiert werden. Als Kunstfigur bewegt sich Maya in den verschiedenen On- und Offline-Welten. Erstmals wird eine virtuelle Skulptur das Museum und die Kunstinstitutionen verlassen und den Schritt ins Leben wagen. Die mediale Öffentlichkeit und die globalen Kommunikationsnetzwerke werden ebenso ihr Zuhause sein, wie die Museen, in die sie immer wieder mit ihren Erfahrungen zurückkehrt.
Seit ihrer Geburt kann die ganze Welt auf Mayas Facebook-Seite miterleben, wie sie den Weg ins reale Leben geht und als erste virtuelle Skulptur die Medien erobert.
Mit Auftritten und Berichten im Internet in Zeitschriften, Magazinen, TV-Beiträgen und YouTube-Videos. Bekannte Modefotografen wie Peter Lindbergh oder Karl Lagerfeld arbeiten mit ihr als Model.

### Dream of Beauty 2.0
Der Traum von der idealen Schönheit, Dream of Beauty ist noch nicht erfüllt. Was die Ideale sind, vermag niemand zu beantworten, doch wie er sich heute manifestiert, zeigt Kirsten Geisler mit dieser  computeranimierten, interaktiven Projektion. Genau zu dem Zeitpunkt, an dem die Unterscheidung zwischen einem virtuellen, projizierten Idealbild und der physischen und psychischen Selbstwahrnehmung zuneh-mend ins Unbewusste sinkt, setzt Kirsten Geisler mit ihrer Arbeit einer artifiziell generierten Schönheit ein. Sie greift damit das Ringen, den Kampf des Einzelnen um eine Entsprechung seines eigenen Aussehens und Wesens mit einem fremdbestimmten und ideellen Vorbild auf.
Die Identifikation des Individuums mit seinen zahlreichen virtuellen Stellvertretern geht heutzutage soweit, dass physische Präsenz keine Rolle für die Interaktion spielt und psychische Präsenz dieser Tendenz gänzlich zum Opfer zu fallen droht. Der Kopf der Schönheit ist überdimensional und vermittelt mehr ein proportionales als ein modisches Leitbild, denn kahlgeschoren wie er ist, propagiert er ein aseptisches, steriles Ideal, das mühelos dem Ideal einer perfekten computergenerierten Neuen Welt entspricht. Mit dieser überdimensionalen Darstellung und absoluten Symmetrie greift Kirsten Geisler das ewige Bild des perfekten Gottes auf, einem Vorbild, dem der Mensch nacheifert, indem er die Symbiose zwischen Gott und sich selbst anstrebt. Das göttliche Beispiel und das Gebot der Erfüllung dieses Exempels liegt dem ewigen Streben nach dem Erreichen eines Idealzustands zu Grunde, dessen Perfektion Antrieb und nicht Zweck des Bemühens ist. (Markus Marschner)

## Werke in Sammlungen
Ihre Werke befinden sich in öffentlichen Sammlungen im
- Museum für Neue Kunst ZKM, Karlsruhe
- Kunstsammlung NRW, Düsseldorf
- Frans-Hals-Museum, Haarlem
- Kunstverein Bremerhaven
- Museo de Arte Contemporáneo de Castilla y León, León
- Kunsthalle Bremen

## Ausstellungen
2024
- Galerie Akinci, Amsterdam, (NL), „Pebbles – reflecting to navigate“[11]

2022
- ZKM, Zentrum für Kunst und Medien, Karlsruhe (D), „Writing the History of future“[12]

2021
- Frans Hals museum, Haarlem (NL), „Miskende Helden“

2012
- Frans Hals Museum, Haarlem, Maskerade
- Museum Villa Rot, Burgrieden-Rot, Jäger und Gejagte – Insekten in der Gegenwartskunst
- Museum – Shoes Or No Shoes – Stone, Antwerpen, SHOES SELECTION n°5
- Sala de Exposiciones Hospedería Fonseca, Salamanca, COLAPSO. UN ENSAYO SOBRE EL FRACASO Y LA RUPTURA

2011
- Kumu, Kulturhauptstadt Tallinn: „gateways. Kunst und vernetzte Kultur“

2010/2011
- Netherlands Media Art Institute, Amsterdam: Technology Requested

2009
- Museo Nacional de Bellas Artes, Buenos Aires
- Museo de Arte Contemporáneo de Rosario (MACRO): HUéSPED

2008
- Kunstmuseum Bremerhaven: Die Sammlung
- Museum Villa Rot, Burgrieden: In voller Blüte

2007
- Chelsea Art Museum, New York
- Museum Het Prinsenhof, Delft: Contour
- Mildred Lane Kemper Art Museum[13], St. Louis: Interface
- Palazzo delle Arti Napoli, Neapel: Dangerous Beauty
- Städtische Galerie Ravensburg; Kunstverein Konstanz: Leibhaftig

2006
- MNAC – National Museum of Contemporary Art (Muzeul Național de Artă Contemporană), Bukarest: „Dutch Installation Art“
- Audio Relay, Lafayette
- Stadtmuseum Oldenburg: Das Tier in der Kunst
- Kunsthalle Osnabrück: Kunst-Körperlich

## Kataloge
- “In voller Blüte”, Museum Villa Rot, Burgrieden, 2008
- “Contour”, Museum Het Prinsenhof, Delft, 2007
- “Interface” (PDF; 1,2 MB), Mildred Lane Kemper Art Museum, Washington, 2007
- “Dangerous Beauty”, Chelsea Art Museum, New York, 2007
- “Dutch Installation Art”, National Museum of Contemporary Art, Bukarest, 2006
- “Das Tier in der Kunst”, Stadtmuseum Oldenburg, 2006
- “Kunst-Körperlich”, Kunsthalle Dominikanerkirche, Osnabrück, 2006
- “Leibhaftig”, Kunstverein Konstanz, 2006
- “Carrera de Fondo”, Concejeria de Cultura, Junta de Andalucia, 2005
- “Brides of Frankenstein”, San Jose Museum of Art, San Jose, 2005
- “Summer of Beauty”, Stedelijk Museum, Amsterdam, 2005